# Issues
Issues är metalbandet Korns fjärde studioalbum, utgivet 1999. Albumet erövrade förstaplatsen på Billboard 200.
Issues tar upp ämnen som misshandel, våldtäkt, psykisk sjukdom med mera. Låten "Falling Away from Me" handlar om våld i nära relationer och att det finns en väg ut ur detta.

## Låtlista
| Nr           | Titel                        | Längd |
| ------------ | ---------------------------- | ----- |
| 1.           | Dead                         | 1:12  |
| 2.           | Falling Away from Me         | 4:29  |
| 3.           | Trash                        | 3:27  |
| 4.           | 4 U                          | 1:42  |
| 5.           | Beg for Me                   | 3:53  |
| 6.           | Make Me Bad                  | 3:55  |
| 7.           | It's Gonna Go Away           | 1:29  |
| 8.           | Wake Up                      | 4:07  |
| 9.           | Am I Going Crazy             | 1:00  |
| 10.          | Hey Daddy                    | 3:44  |
| 11.          | Somebody Someone             | 3:47  |
| 12.          | No Way                       | 4:07  |
| 13.          | Let's Get This Party Started | 3:41  |
| 14.          | Wish You Could Be Me         | 1:07  |
| 15.          | Counting                     | 3:37  |
| 16.          | Dirty                        | 7:50  |
| Total längd: | Total längd:                 | 53:16 |

## Medverkande
- Jonathan Davis – sång, säckpipa, trummor, programmering
- Fieldy – elbas, programmering
- Munky – gitarr
- Head – gitarr
- David Silveria – trummor